# プログレスMS-08
プログレスMS-08（ロシア語: Прогресс МC-08、ロシア製造番号438、NASAではプログレス69Pと呼称）は、国際宇宙ステーション（ISS）への補給のためにロスコスモスが打ち上げたプログレス補給船。

## 来歴
プログレスMSはプログレスMをもとに航法装置を強化した無人輸送機。この強化されたバリエーションは2015年12月21日に初めて打ち上げられた。このバージョンでは以下の強化が施されている：
- 人工衛星を展開可能な新しい外部コンパートメント。それぞれのコンパートメントは4個までの発射コンテナーを搭載することができる。プログレスMS-03で初めて搭載された。
- ドッキングおよび密閉機構の電気モーターの予備システムの追加による強化された冗長性
- 貨物コンパートメントへのパネル追加による微小隕石防護力の増強
- ロシアのルーチ中継衛星とのリンク機能によって、地上局の視野外でもテレメトリーと制御が可能に
- 地上局による軌道決定の必要なしに状況ベクトルおよび軌道パラメーターの決定を可能にするGNSS自律航法
- 宇宙ステーションとの直接無線データ交換機能によるリアルタイムの相対ナヴィゲーション
- ドッキング操作のための強化されたTV視野を可能にする新しいディジタル無線システム
- 統合コマンド・テレメトリー・システム（UCTS）によるウクライナ製のChezara Kvant-V無線システムおよびアンテナ・フィーダー・システムの置き換え
- クルスAからクルスNAディジタル・システムへの置き換え

## 打ち上げ
プログレスMS-08は2018年2月13日 08:13:33 UTCにカザフスタンにあるバイコヌール宇宙基地からソユーズ2.1aロケットを使用して打ち上げられた。

## ドッキング
プログレスMS-08はズヴェズダ・モジュールの後方側ポートに、2018年2月13日の10:38 UTCにドッキングした。

## 貨物
プログレスMS-08宇宙船は、国際宇宙ステーションに2,494 kgの貨物と補給物資を輸送した。国際宇宙ステーションへの貨物の内訳は以下の通り：
- 与圧貨物：1,390 kg
- 燃料：890 kg
- 酸素と空気：46 kg
- 水：430 kg

プログレスMS-08には重量2.5 kgのTanyusha YuZGU-3 (1998-067PJ) および Tanyusha YuZGU-4 (1998-067PK)（Radioskaf RS-8 および Radioskaf RS-9としても知られる） の2機の小型衛星が搭載されたが、これらはRKKエネルギアと、クルスク市にある南西州立大学YuZGUの学生が共同で開発したものである。衛星は宇宙遊泳中の飛行士によって発射された。

## ドッキング解除と投棄
プログレスMS-08は2018年8月23日 02:16 UTCに離脱した。大気の影響で軌道減衰し、残骸は2018年8月30日に太平洋に落下した。